# باتريسيا ميليت
باتريسيا ميليت (بالإنجليزية: Patricia Millett)‏ (و. 1963 – م)هي محامية، وقاضية من الولايات المتحدة الأمريكية .

## التعليم
تعلمت في جامعة إلينوي في إربانا-شامبين، وكلية هارفارد للحقوق.